# Arvid Lundgren
Arvid Lundgren född 25 december 1879 i Karlstad, död 21 februari 1957, var en svensk konstnär och teckningslärare.
Han är son till disponenten Axel Wilhelm Lundgren och Augusta Charlotta Lidström. Gift första gången 1906 med Gerty Pettersson och andra gången med konstnären och teckningsläraren Ruth Wickman.
Efter avslutande studier anställdes han som teckningslärare vid Östermalms läroverk i Stockholm 1904 och från 1905 vid Högre allmänna läroverket i Linköping.  
Bland hans offentliga arbeten märks vinjetter till Linköpings gymnasiums historia 1627-1927.
Lundgren är representerad i Linköpings museum med ett självporträtt.